# Bufo cryptotympanicus
Bufo cryptotympanicus là một loài cóc thuộc họ Bufonidae.
Loài này có tên Việt Nam là: Cóc tai ẩn.
Loài này có ở Trung Quốc và Việt Nam.
Ở Việt Nam mới chỉ gặp ở 2 nơi là: Bà Nà Đà Nẵng và SaPa Lào Cai.
Môi trường sống tự nhiên của chúng là rừng ẩm vùng đất thấp nhiệt đới hoặc cận nhiệt đới, sông ngòi, đầm nước, đầm nước ngọt, và đầm nước ngọt có nước theo mùa.
Chúng hiện đang bị đe dọa vì mất nơi sống.